# Итауба (Мату-Гросу)
Итауба (порт. Itaúba) — муниципалитет в Бразилии, входит в штат Мату-Гросу. Составная часть мезорегиона Север штата Мату-Гроссу. Входит в экономико-статистический  микрорегион Синоп. Население составляет 6491 человек на 2006 год. Занимает площадь 4538,338 км². Плотность населения — 1,4 чел./км².

## Статистика
- Валовой внутренний продукт на 2003 год составляет 44 993 176,00 реалов (данные: Бразильский институт географии и статистики).
- Валовой внутренний продукт на душу населения на 2003 год составляет 7296,98 реалов (данные: Бразильский институт географии и статистики).
- Индекс развития человеческого потенциала на 2000 год составляет 0,740 (данные: Программа развития ООН).